# ジャ・モラント
ジャ・モラント（Ja Morant）ことテメトリアス・ジャメル・モラント（Temetrius Jamel Morant、1999年8月10日 - ）は、アメリカ合衆国サウスカロライナ州ダルゼル出身のプロバスケットボール選手。NBAのメンフィス・グリズリーズに所属している。ポジションはポイントガード。

## 経歴

### 学生時代
サウスカロライナ州ダルゼル出身で、大学はケンタッキー州のマレー州立大学で2年生までプレーした。2019年3月22日、NCAAトーナメント初戦のマーケット大学戦で17得点、11リバウンド、16アシストを記録、ドレイモンド・グリーン（ミシガン州立大学）以来7年ぶり史上8人目のトリプルダブルを達成した。

### グリズリーズ時代

#### 2019-20シーズン：ルーキーオブザイヤー
2019年6月20日のNBAドラフトでメンフィス・グリズリーズから1巡目（全体2位）指名を受けた（ザイオン・ウィリアムソン（デューク大学）に次ぐ）。背番号は前シーズンに渡邊雄太が着けていた「12」に決まった。右膝の手術の影響によりサマーリーグには出場しなかった。先発ポイントガードのマイク・コンリーがトレードで放出されたことにより、2019-20シーズンは新人ながら開幕戦から先発出場し続けた。2020年2月9日のワシントン・ウィザーズ戦で27得点、10リバウンド、10アシストを記録、20歳5ヶ月の若さでトリプルダブルを達成した。平均アシストは新人中で1位の数を記録し、再建中のグリズリーズをプレーオフ目前まで導く。対抗馬とされていたドラフト1位のザイオン・ウィリアムソンの欠場数の多さから、オフに新人王を受賞した。

#### 2020-21シーズン：プレイオフ初出場
2020年12月23日、モラントは、サンアントニオ・スパーズに131-119で敗れたが、9アシスト、2リバウンド、2スティールとともに、当時のキャリアハイの44得点を記録した。
2021年5月21日、新たに実施されたプレーイン・トーナメントの第8シード決定戦にて、モラントは35得点、6リバウンド、6アシストを記録し、メンフィスをゴールデンステート・ウォリアーズに117-112の延長戦で勝利させた。2日後、モラントはNBAプレーオフデビューを果たし、26得点、4リバウンド、4アシストを記録して、グリズリーズを第1シードのユタ・ジャズとのゲーム1を112-109の勝利に導いた。モラントは、ゲーム2で47得点、7アシストを記録したが、メンフィスは141–129で敗れてしまった。グリズリーズはそのままユタ・ジャズに4-1で敗北し、モラントとグリズリーズのシーズンは終了した。

#### 2021-22シーズン：飛躍の1年
2021年10月20日、グリズリーズの開幕戦で、モラントはクリーブランド・キャバリアーズに132-121で勝利し、37得点、6アシストを記録した。 10月24日、モラントはロサンゼルス・レイカーズに121-118の敗北を喫したが、40得点、10アシストを記録した。12月29日、モラントはシーズン最高の41得点を記録し、キャリア最高の6回のスリーポイントシュートを記録し、メンフィスはレイカーズに104-99で勝利した。
2022年1月26日、モラントはシーズンハイ・タイの41得点を記録し、8アシスト、5リバウンド、2スティールで、サンアントニオ・スパーズに118-110で勝利した。 1月27日、モラントはウェスタンカンファレンスのスターターとして彼のキャリア初のオールスターゲームに選出された。翌日、モラントはユタ・ジャズに119-109で勝利し、30得点、10リバウンド、10アシストで4回目のトリプルダブルを記録した。 2月16日、モラントキャリアハイを44得点で更新し、5リバウンド、11アシストを記録したが、ポートランド・トレイルブレイザーズに対して123-119の敗北を喫した。 2月26日、モラントはシカゴ・ブルズに116-110で勝利し、当時のキャリア最高の46得点を記録した。2月28日、モラントはまたしてもキャリアハイの52得点を記録した。サンアントニオ・スパーズに118-105で勝利した。 モラントは、グリズリーズをフランチャイズ史上初のサウスウェストディビジョンのタイトルに導いた。メンフィスはまた、56勝でフランチャイズの記録を更新した。彼はNBA最成長選手賞の受賞者に選ばれた。
2022年4月21日、プレーオフの第1ラウンドのゲーム3で、モラントはミネソタ・ティンバーウルブズに104-95で勝利し、16得点、10アシスト、10リバウンドのトリプルダブルを記録した。これは、グリズリーズのフランチャイズ史上初のプレーオフでのトリプルダブルだった。ゲーム5では、モラントは残り1秒でゲームウィナーのレイアップを入れ、30得点、13リバウンド、9アシストで111-109の勝利を収めた。モラントは第4クォーターに30得点中18得点を記録した。 5月3日、プレーオフの第2ラウンドのゲーム2で、ゴールデンステート・ウォリアーズに106-101で勝利し、47得点、8リバウンド、8アシスト、3スティールを記録した。5月7日、モラントはシリーズのゲーム3で右膝を負傷し、グリズリーズはそのままゲーム6で負けた。彼がプレイした3つのゲームでは、FG 50.6%/ 3P 43.3%/ FT 85.7%の確率で、シリーズ平均38.3点という印象的なパフォーマンスを見せた。

#### 2022-23シーズン
2022年7月6日にグリズリーズとの延長契約を結んだ。内容は公表されていないものの、5年1億9300万ドルのルーキーマックス延長契約と見積もられている。このシーズンもコートに立つと印象的なパフォーマンスを見せ、自身2度目のNBAオールスターゲーム選出を果たすなど活躍した。しかし、後述の銃器事件などコート外でのトラブルが相次いだシーズンでもあった。
プレーオフでは第1ラウンドでロサンゼルス・レイカーズと対戦。モラントはゲーム3で45得点、13アシスト、9リバウンドを記録するなど見せ場は作った。しかし、チームはゲーム6で敗退した。

#### 2023-24シーズン
2023年12月19日のニューオーリンズ・ペリカンズ戦で出場停止処分から復帰すると、34得点、6リバウンド、8アシストを記録。さらに試合を決めるブザービーターで勝利に貢献した。
しかし、2024年1月6日のトレーニング中に負傷し、翌日のフェニックス・サンズ戦を欠場。1月8日に右肩の手術のため残りのシーズンを全休すると報じられた。

## 選手としての特徴
高い身体能力を持ち、身長は188cmでNBAのポイントガードとしては平均的ながら、両手で軽々とダンクができる高い跳躍力がある。

## 私生活

### 銃器事件
2023年3月4日に行われたデンバー・ナゲッツ戦に敗れたわずか数時間後、コロラド州のナイトクラブで行った自身のインスタグラムライブにてモラントは銃を持ちながらラップをした。その直後にインスタグラムとツイッターのアカウントを削除した。翌日にはNBAがモラントのインスタグラムライブについて調査を開始した。その日遅く、所属チームのメンフィス・グリズリーズは公式声明にてモラントを「最低」2試合の出場停止処分とすることを発表した。モラントとシューズ契約を結んでいるナイキは、この事件に関して「私たちはモラントの説明責任に感謝し、私たちは彼の健康を優先することを支持する。」と述べた。
3月8日、グリズリーズはモラントが今後4試合はチームを離れると発表した。
3月15日、モラントはニューヨークでNBAコミッショナーのアダム・シルバー他複数の幹部と会談した。同日、NBAはナイトクラブでの事件によりモラントに8試合の出場停止処分を科したと発表した。この出場停止処分は、モラントがグリズリーズからの休暇の結果欠場していた6試合を対象としていたため、早ければ3月20日にもプレーに復帰できることになる。
最初の事件からわずか2ヶ月後の5月14日、モラントは友人のインスタグラムライブ中に再度銃を写したことによりグリズリーズからすべてのチーム活動停止処分を受けた。
6月16日、自身の行為に対処するリーグ主催の更正プログラムを行うことを条件に、25試合の出場停止処分を受けた。
2025年4月5日、NBAは4月3日のマイアミ・ヒート戦で、試合中に指を使って銃を模倣したジェスチャーを複数回行ったモラントに対して7万5000ドルの罰金を科した。ちなみにNBAはモラントに対して前もって、不適切なジェスチャーを見せた場合には否定的に解釈される可能性があると事前に警告していたという。

### 窃盗被害
2024年12月19日、ウォリアーズとのホームゲームの最中にモラントの自宅に窃盗団が侵入。100万ドル相当の宝石、腕時計、高級バッグなどが盗まれた。

## 個人成績

### NBA

#### レギュラーシーズン
| シーズン     | チーム       | GP  | GS  | MPG  | FG%  | 3P%  | FT%  | RPG | APG | SPG | BPG | PPG  |
| ------------ | ------------ | --- | --- | ---- | ---- | ---- | ---- | --- | --- | --- | --- | ---- |
| 2019–20      | MEM          | 67  | 67  | 31.0 | .477 | .335 | .776 | 3.9 | 7.3 | .9  | .3  | 17.8 |
| 2020–21      | MEM          | 63  | 63  | 32.6 | .449 | .303 | .728 | 4.0 | 7.4 | .9  | .2  | 19.1 |
| 2021–22      | MEM          | 57  | 57  | 33.1 | .493 | .344 | .761 | 5.7 | 6.7 | 1.2 | .4  | 27.4 |
| 2022–23      | MEM          | 61  | 59  | 31.9 | .466 | .307 | .750 | 5.9 | 8.1 | 1.1 | .3  | 26.2 |
| 2023–24      | MEM          | 9   | 9   | 35.3 | .471 | .275 | .813 | 5.6 | 8.1 | .8  | .6  | 25.1 |
| 2024–25      | MEM          | 50  | 50  | 30.4 | .454 | .309 | .824 | 4.1 | 7.3 | 1.2 | .2  | 23.2 |
| 通算         | 通算         | 307 | 305 | 31.9 | .469 | .316 | .766 | 4.7 | 7.4 | 1.0 | .3  | 22.6 |
| オールスター | オールスター | 2   | 2   | 19.0 | .600 | .000 | ---  | 2.0 | 3.0 | .5  | .0  | 6.0  |

#### プレーオフ
| シーズン | チーム | GP | GS | MPG  | FG%  | 3P%  | FT%  | RPG | APG | SPG | BPG | PPG  |
| -------- | ------ | -- | -- | ---- | ---- | ---- | ---- | --- | --- | --- | --- | ---- |
| 2021     | MEM    | 5  | 5  | 40.6 | .487 | .323 | .775 | 4.8 | 8.2 | .4  | .0  | 30.2 |
| 2022     | MEM    | 9  | 9  | 37.6 | .440 | .340 | .747 | 8.0 | 9.8 | 2.0 | .4  | 27.1 |
| 2023     | MEM    | 5  | 5  | 37.4 | .425 | .419 | .770 | 6.8 | 7.0 | 1.8 | .2  | 24.6 |
| 2025     | MEM    | 3  | 3  | 27.3 | .415 | .250 | .636 | 2.0 | 5.0 | .7  | .7  | 18.3 |
| 通算     | 通算   | 22 | 22 | 36.8 | .445 | .344 | .750 | 6.2 | 8.1 | 1.4 | .3  | 26.0 |

### カレッジ
| シーズン | チーム         | GP | GS | MPG  | FG%  | 3P%  | FT%  | RPG | APG  | SPG | BPG | PPG  |
| -------- | -------------- | -- | -- | ---- | ---- | ---- | ---- | --- | ---- | --- | --- | ---- |
| 2017-18  | マレーステート | 32 | 32 | 34.0 | .459 | .307 | .806 | 6.5 | 6.3  | .9  | .4  | 12.7 |
| 2018-19  | マレーステート | 33 | 33 | 36.6 | .499 | .363 | .813 | 5.7 | 10.0 | 1.8 | .8  | 24.5 |
| 通算     | 通算           | 65 | 65 | 35.3 | .485 | .343 | .810 | 6.1 | 8.2  | 1.4 | .6  | 18.7 |